# ANS (sintetizzatore)
Il sintetizzatore ANS (АНС) è uno strumento musicale ottico fotoelettronico progettato dall'ingegnere sovietico Evgenij Aleksandrovič Murzin ed è uno dei primi sintetizzatori musicali polifonici al mondo. Il modello funzionante dell'ANS fu completato nel 1958 e brevettato nell'anno successivo. L'abbreviazione "ANS" è stata scelta in onore del compositore Aleksandr Nikolaevič Skrjabin.

## Storia
Murzin creò lo strumento sotto l'influenza delle idee degli ingegneri del circolo di Arsenij Avraamov, ovvero Aleksandr Fëdorovič Šorin, Evgenij Aleksandrovič Šolpo e B. Jankovskij. L'idea di un temperamento a 72 gradi è stata molto probabilmente suggerita da Jankovskij.
Alla fine degli anni cinquanta e all'inizio degli anni sessanta, l'ANS venne utilizzato dai compositori Al'fred Šnitke, Edison Denisov, Sofija Gubajdulina, Andrej Volkonskij, Stanislav Krejči, Pëtr Meščaninov e Aleksandr Nemtin.
Nel 1971, Šnitke, Denisov, Gubajdulina, Eduard Artem'ev e Oleg Buloškin registrarono le loro opere utilizzando l'ANS e il materiale è stato pubblicato dalla Melodija nel 1990 nel vinile Muzykal'noe prinošenie.
Negli anni sessanta e settanta, l'ANS è stato utilizzato per registrare colonne sonore per lungometraggi e documentari a tema "spazio", come in Solaris di Andrej Tarkovskij.
L'unico strumento Murzin al mondo fino al 2008 è stato conservato presso la Facoltà di Filologia dell'Università Statale di Mosca e presso il Centro Theremin del Conservatorio di Mosca, per poi essere trasferito al Museo Centrale Statale di Cultura Musicale Glinka di Mosca (la presentazione è avvenuta il 16 ottobre 2008). Lo strumento è gestito da Stanislav Krejči.
Nel 2003 il gruppo britannico di musica sperimentale Coil pubblicò l'album ANS con brani realizzato con l'aiuto dell'omonimo sintetizzatore.
Nel 2005 uscì l'album Kosmodrom del musicista italiano Bad Sector nel quale utilizzò l'ANS assieme al sintetizzatore Aelita.
Il 20 settembre 2013 è stato pubblicato l'emulatore multipiattaforma Virtual ANS.

Vinili con composizioni create con l'ANS editi dalla Melodija.
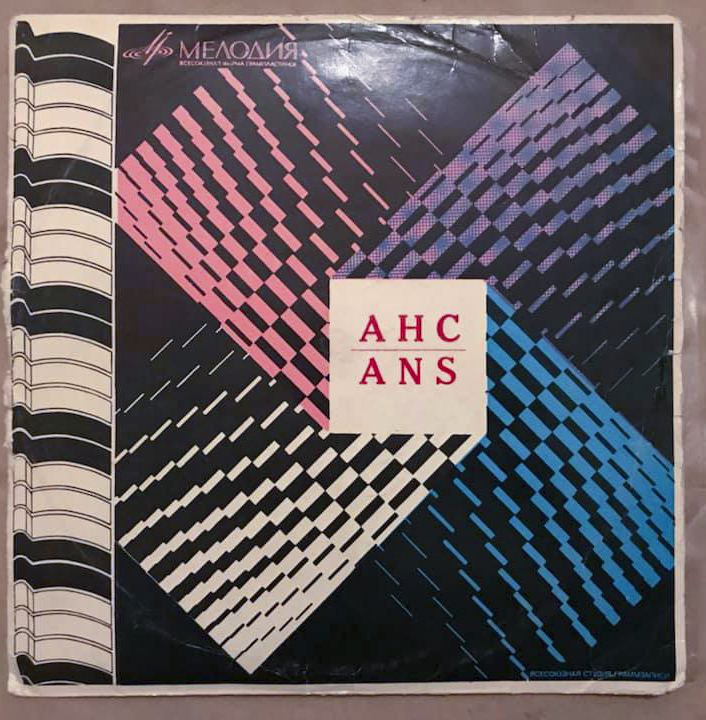
ANS - Elektronnaja muzyka, 1969
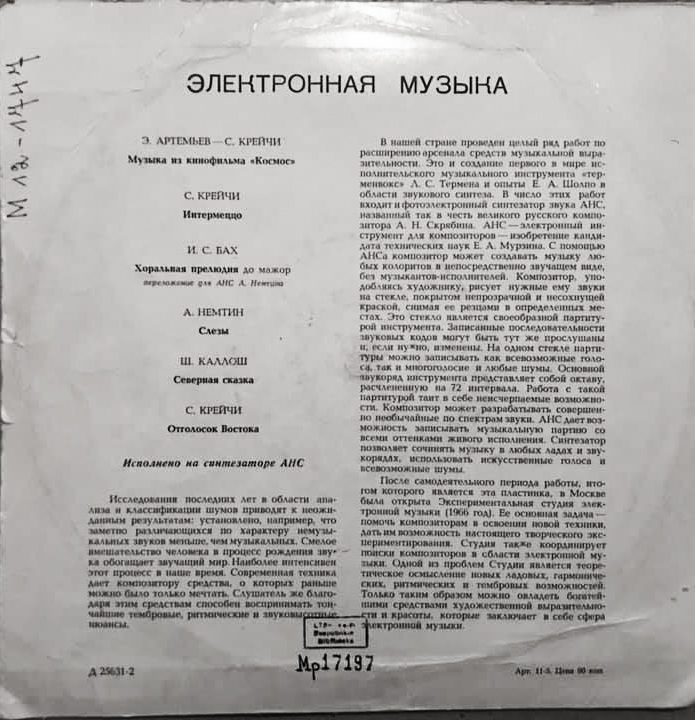
ANS - Elektronnaja muzyka, 1969
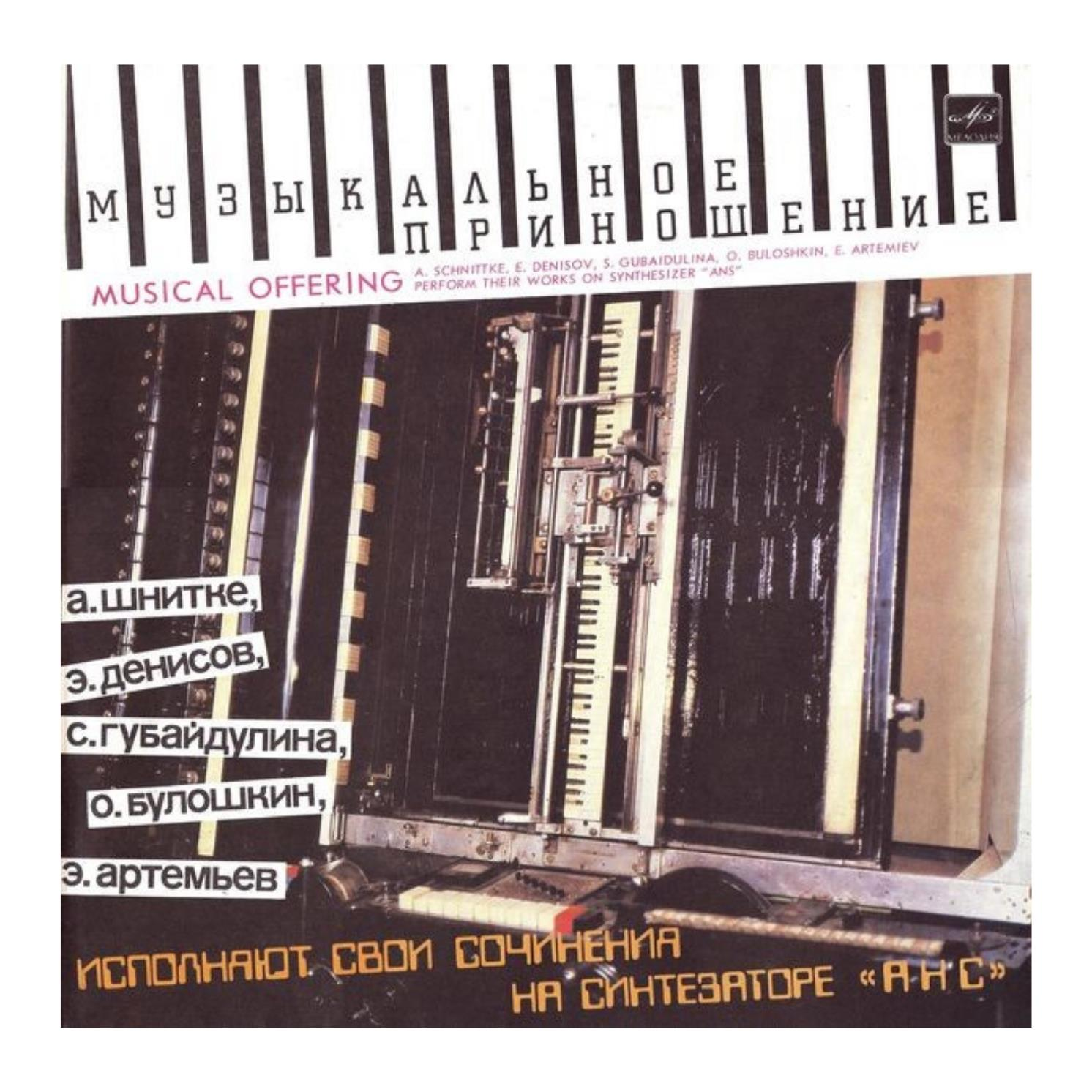
Muzykal'noe prinošenie, 1990

## Funzionamento
Il principio di funzionamento dello strumento si basa sul metodo di registrazione ottica del suono utilizzato nel cinema. Per riprodurre una colonna sonora ottica, vengono utilizzate una sorgente luminosa e una fotocellula, tra le quali viene posto il film. Una variazione della luminosità del flusso luminoso durante il passaggio attraverso la pellicola provoca una variazione della corrente attraverso la fotocellula. Il segnale elettrico ricevuto viene amplificato e riprodotto attraverso un altoparlante.
Nel sintetizzatore ANS, questo metodo viene utilizzato per generare suoni e registrare una partitura musicale. Il sintetizzatore contiene 5 dischi rotanti trasparenti con un motivo stampato su di essi, che modula il flusso luminoso che passa attraverso i dischi. Il modello sui dischi è selezionato in modo tale che quando la luce li attraversa, si formano 720 regioni, in ciascuna delle quali la luce viene modulata con frequenza crescente. In questo modo vengono generate 720 onde sonore uniche. Il sintetizzatore utilizza un'accordatura con 72 suoni per ottava, che consente di avvicinarsi ai suoni di un'intonazione naturale.
Il sintetizzatore non ha una tastiera e un brano musicale deve essere preparato in anticipo per poi essere riprodotto automaticamente, tramite un meccanismo simile a un sequencer. Il brano viene scritto creando degli spazi vuoti su una lastra trasparente ricoperta di vernice. Durante la riproduzione dello spartito, il flusso luminoso modulato dai dischi passa attraverso l'asola che delimita la sezione dello spartito, viene indirizzato attraverso la lastra ed è catturato dalle fotocellule. La fessura nella piastra consente a un flusso di luce, modulato ad una certa frequenza, di colpire la fotocellula e creare un suono. La posizione del foro nella piastra determina l'altezza e la larghezza dello spazio determina il volume del suono.
Durante l'esecuzione del brano, la piastra si sposta davanti alla fessura con l'ausilio di un azionamento elettrico.
Il motivo sulla lastra è un sonogramma o spettrogramma del suono. Per semplificare la registrazione delle opere musicali, viene utilizzato un apposito dispositivo (encoder), sul quale vengono evidenziati i suoni della scala a 12 toni, ed è previsto anche un carrello mobile con una scala degli armonici principali.